# Доходный дом А. П. Максимовой
Доходный дом А. П. Максимовой (в документах также встречается вариант А. П. Максимова, предположительно, опечатка) — памятник архитектуры. Расположен в Адмиралтейском районе Санкт-Петербурга, современный адрес дома — Клинский проспект, 2 / Рузовская улица, 17.
Здание построено в 1910 году А. Ф. Барановским, для которого характерны постройки угловых домов (за карьеру он построил 7 таких зданий) с выделением угла эркером-башней, как правило (и в данном случае) идущем на всю высоту дома начиная со второго этажа.
Угловой эркер здания круглый, настенные эркеры — трапециевидные в сечении.
Постройка здания была согласована для Александры Петровны Максимовой. Было запланировано Г-образное шестиэтажное здание на низком подвале, с тремя лестницами со двора, с горизонтальной рустовкой первого этажа и обычной рустовкой второго этажа, с эркерами на 4 верхних этажах, треугольными щипцами и фронтонами между ними. Первым внесённым в проект изменением был мансардный этаж; после смены владельца изменилось оформление и композиция (на фронтоне появились венки с гирляндами, башенка стала выше и получила окна, купол стал грушевидным, 1-2 этажи отштукатурены «под шубу», остальные облицованы жёлто-бежевым кирпичом с зелёной глазурованной плиткой под карнизом и узором в простенках второго этажа, картуши гладкие на третьем этаже и выполненные набрызгом на четвёртом, наличники окон пятого окна выполнены из облицовочного кирпича, в простенках между ними полоса «рваного камня», продолженная плиткой на эркере, у мансард — металлическое ограждение). Новым владельцем участка с 1911 года был Александр Михайлович Корнилов, а с 1913 года — Михаил Дмитриевич Корнилов, для которого Барановский также построил три других схожих здания — доходный дом М. Д. Корнилова на Малом проспекте Петроградской стороны, доходный дом М. Д. Корнилова на Среднем проспекте Васильевского острова и доходный дом А. П. Корниловой).
В 2018-2020 годах в доме прошла реставрация. Сохранилось 7 витражей, один фацетный и шесть свинцово-паечных.